# Reginald Martin
Pour les articles homonymes, voir Martin.
Reginald Martin, né le 25 juin 1887 à Greenwich et mort le 29 janvier 1981 à Worthing, est un joueur britannique de crosse.

## Biographie
Reginald Martin fait partie de l'équipe nationale britannique médaillée d'argent aux Jeux olympiques d'été de 1908 à Londres. Les Britanniques perdent le seul match de la compétition contre les Canadiens sur le score de 14 à 10.